# Cyrtoprosopus stramineus
Cyrtoprosopus stramineus är en insektsart som beskrevs av Lucien Chopard 1951. Cyrtoprosopus stramineus ingår i släktet Cyrtoprosopus och familjen syrsor. Inga underarter finns listade i Catalogue of Life.